# AV-Comparatives
AV-Comparatives je nezávislou rakouskou antivirovou testovací laboratoří. Testuje a hodnotí všechny antivirové programy, které jejich výrobci do testu přihlásí. AV-Comparatives přiděluje ceny založené na různých vlastnostech i komplexních výsledcích antivirových programů.
Financování je zajištěno několika způsoby. Přihlašovacím poplatkem, který platí tvůrce antivirového softwaru, kterých přihlásil svůj produkt do testování. Tento poplatek je pro všechny účastníky stejný, aby nemohlo dojít k rozvrácení neutrality, která je pro testování AV-Comparatives nejdůležitější a nejoceňovanější. V určitých případech může být testován i antivirový program, za který vstupní poplatek zaplatil někdo jiný, například magazín, které si ho do testování vyžádal.
Dále se na financování AV-Comparatives podílí i Tyrolská regionální agentura pro rozvoj, Regionální vláda Tyrolska a další veřejné instituce.

## Nejlepší antivirové programy za rok 2012
V souhrnném výsledku za rok 2012 se absolutním vítězem stal antivirový program BitDefender. Výborného hodnocení ale dosáhlo více programů a to: Avast, Avira, BullGuard, ESET, F-Secure, G DATA a Kaspersky.
V prvním kvartále 2013 jsou výsledky velmi podobné, ačkoliv pořadí na špici se trochu promíchalo. Kvalitní antivirové programy dále potvrzují své schopnosti a těm slabším se příliš nedaří se ke své konkurenci přibližovat.